# 아르슬란무라트 아마노프
아르슬란무라트 아만미라도비치 아마노프(투르크멘어: Arslanmyrat Amanmyradowiç Amanow, 1990년 3월 28일~)는 투르크메니스탄의 전직 축구 선수로 현재 FK 아르카다그의 회장을 맡고 있으며 투르크메니스탄 대표팀 역사상 국제 A매치 최다 출전자이다.

## 어린 시절
아르슬란무라트 아마노프는 마리주의 바이라말리에서 태어났으며, 아시가바트 체육 학교 재학 시절에 축구를 시작하였다.

## 클럽 경력
아마노프는 FC 아시가바트에서 프로 경력을 시작하였으며, 그곳에서 첫 2년 간 활동하였다. 이후 2010년부터 2012년까지는 FC HTTU 소속으로 활동하였다. 또한 2012년에는 카자흐스탄의 클럽인 FC 오크젯페스에서 11경기를 뛰며 1득점을 기록하였다.이후 2013년에 FC HTTU로 복귀했다.
2014년 3월에는 카자흐스탄 프리미어리그의 FC 이르티시 파블로다르와 계약하였다. 그는 이르티시에서 1시즌을 보내고 나서 2014년 12월에 클럽을 떠났다. 그는 이 클럽에서 24 경기에서 1 득점을 기록하였다.
2015년과 2016년에는 우즈베키스탄의 FC AGMK 소속으로 활동하면서 54경기에 출전하여 8득점을 기록하였다. 2017년에는 알틴 아시르 FK에서 활동하였고, 2018년에는 또 다른 우즈베키스탄 클럽 FK 부호로와 계약하였다.
2019년 1월 31일 우즈베키스탄 리그 우승팀인 PFC 로코모티프 타슈켄트와 계약한다고 발표되었다. 2020년 겨울에는 예전에 활동한 적 있는 FC AGMK와 1년 계약을 맺었다.
2021년 1월에는 FC 소그디아나 지자흐와 계약하였다. 7월에는 소그디아나와의 계약이 상호 합의에 의하여 종료되었다. 그는 고국 투르크메니스탄으로 돌아와서 아할 FK에 입단하였다.

## 국가대표팀 경력

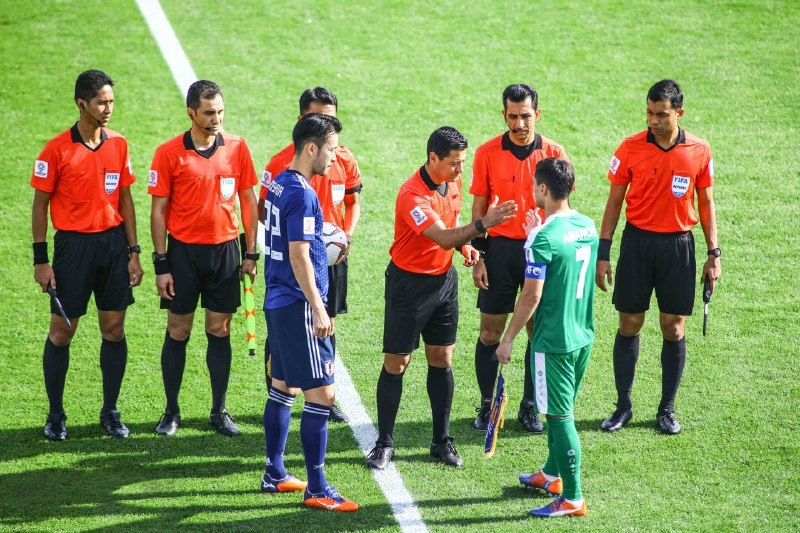
2019년 AFC 아시안컵에서의 아르슬란무라트 아마노프. 일본의 요시다 마야와 함께

2009년부터 투르크메니스탄 대표팀 선수로 활동하기 시작했으며 그 해 10월 베트남과의 친선 경기를 통해 A매치에 처음으로 출전했다. 2010년 2월 2010년 AFC 챌린지컵 준결승전인 타지키스탄과의 경기에서 국가대표 첫 골을 넣었다.
2010년 11월에는 중국 광저우에서 열린 2010년 아시안 게임에 참가했다. 그는 베트남과의 조별 리그 경기에서 2골을 넣으면서 대표팀의 16강 진출에 기여했으나 투르크메니스탄은 16강전에서 태국에게 0-1로 패하면서 대회를 마무리했다.
2018년 12월 2019년 AFC 아시안컵에 참가하는 투르크메니스탄 대표팀 최종 명단에 발탁되었다. 1월 9일 일본과의 아시안컵 조별 리그 첫 경기에서 전반 27분 선제골을 터뜨렸으나 투르크메니스탄 대표팀은 2-3으로 패했다.
아마노프는 현재까지 A매치 54경기에 출전하여 10골을 득점하여 투르크메니스탄 국가대표 선수 중 최다 A매치 출전 기록을 보유하고 있다.

## 통계

### 국가대표
| 투르크메니스탄 | 투르크메니스탄 | 투르크메니스탄 |
| 연도           | 출전           | 득점           |
| -------------- | -------------- | -------------- |
| 2009           | 2              | 0              |
| 2010           | 4              | 1              |
| 2011           | 5              | 1              |
| 2012           | 6              | 2              |
| 2013           | 2              | 1              |
| 2014           | 1              | 0              |
| 2015           | 6              | 2              |
| 2016           | 3              | 1              |
| 2017           | 6              | 0              |
| 2018           | 3              | 1              |
| 2019           | 7              | 4              |
| 2021           | 2              | 0              |
| 2022           | 6              | 1              |
| 2023           | 1              | 0              |
| 합계           | 54             | 14             |

통계 자료는 2019년 11월 14일 기준으로 정확함

### 국가대표 경기 득점
득점과 결과 테이블에는 투르크메니스탄 국가대표팀의 득점을 먼저 기록하였다.
| #   | 일시             | 장소                                        | 상대                   | 점수 | 결과 | 대회                         |
| --- | ---------------- | ------------------------------------------- | ---------------------- | ---- | ---- | ---------------------------- |
| 1.  | 2010년 2월 24일  | 수가타다사 경기장, 콜롬보                   | 타지키스탄             | 1–0  | 2–0  | 2010 AFC 챌린지컵            |
| 2.  | 2011년 3월 21일  | MBPJ 스타디움, 페탈링 자야                  | 파키스탄               | 2–0  | 3–0  | 2012 AFC 챌린지컵 예선       |
| 3.  | 2012년 3월 8일   | 할초크 경기장, 카트만두                     | 몰디브                 | 3–1  | 3–1  | 2012 AFC 챌린지컵            |
| 4.  | 2012년 3월 16일  | Dasarath Rangasala 스타디움, 카트만두       | 필리핀                 | 1–1  | 2–1  | 2012 AFC 챌린지컵            |
| 5.  | 2013년 3월 22일  | 리잘 기념 경기장, 마닐라                    | 캄보디아               | 1–0  | 7–0  | 2014 AFC 챌린지컵 예선       |
| 6.  | 2015년 9월 3일   | Al-Seeb 경기장, Seeb                        | 오만                   | 1–3  | 1–3  | 2018 FIFA 월드컵 예선        |
| 7.  | 2015년 10월 8일  | Köpetdag 경기장, Ashgabat                   | 인도                   | 2–1  | 2–1  | 2018 FIFA 월드컵 예선        |
| 8.  | 2016년 3월 29일  | Jawaharlal Nehru 경기장, 고치               | 인도                   | 1–1  | 2–1  | 2018 FIFA 월드컵 예선        |
| 9.  | 2018년 12월 28일 | 미라클 리조트 호텔, 안탈리아                | 아프가니스탄           | 2–2  | 2–2  | 친선 경기                    |
| 10. | 2019년 1월 9일   | 알 나얀 스타디움, 아부다비                  | 일본                   | 1–0  | 2–3  | 2019 AFC 아시안컵            |
| 11. | 2019년 9월 5일   | 콜롬보 경마장, 콜롬보                       | 스리랑카               | 2 –0 | 2-0  | 2022 FIFA 월드컵 예선        |
| 12. | 2019년 10월 15일 | 자베르 알 아마드 국제 경기장, 쿠웨이트 시티 | 쿠웨이트               | 1 –0 | 1–1  | 친선 경기                    |
| 13. | 2019년 11월 14일 | Köpetdag 경기장, Ashgabat                   | 조선민주주의인민공화국 | 2 –0 | 3–1  | 2022 FIFA 월드컵 예선        |
| 14. | 2022년 6월 11일  | 부킷잘릴 국립경기장, 쿠알라룸푸르           | 방글라데시             | 2 –1 | 2–1  | 2023년 AFC 아시안컵 3차 예선 |

## 수상
아시가바트
- 요카리 리가: 2007, 2008

HTTU
- 요카리 리가: 2013
- 투르크메니스탄 컵: 2011

로코모티브 타슈켄트
- 우즈베키스탄 슈퍼컵: 2019

투르크메니스탄
- AFC 챌린지컵 준우승: 2010, 2012